# Alfred Gutschelhofer
Alfred Gutschelhofer (ur. 28 lipca 1960 w Grazu) – austriacki ekonomista i rektor Uniwersytetu w Grazu.

## Życiorys
Po studiach ekonomicznych na Uniwersytecie w Grazu pracował na tej uczelni. Prowadził także badania naukowe na amerykańskich uczelniach. W roku akademickim 1998/99 habilitował się na Uniwersytecie w Grazu. W latach 2000–2003 był profesorem na Uniwersytecie w Linzu. Od 2003 do 2011 r. był rektorem Uniwersytetu w Grazu.